# Rio Ijuí
Le rio Ijuí est un cours d'eau brésilien de l'État du Rio Grande do Sul. C'est un affluent du río Uruguay, dans le bassin de la Plata.

## Géographie
Il prend source dans la municipalité de Santo Augusto à 554 m d'altitude. Il conflue avec le río Uruguay à 82 m d'altitude après être passé au sud de Cerro Largo. 

### Bassin versant
Son bassin versant est de 10 649 km2.

## Affluents
Les affluents sont principalement : 
- Rio Ijui Mirim (rg[note 1])
- Rio Ijuizinho (rg),
- Rio Conceição (pt) (rg),
- Rio Potiribu (rg),
- Rio Caxambu, (rg)
- Rio Faxinal (pt) (rd), (15 km),
- Rio Fiúza (rg) 35 km, avec un bassin versant de 190 km2 et de rang de Strahler trois.
- Rio Palmeira (pt) (rg) mais aussi source.